# Denominaciones de origen de Perú
La República del Perú cuenta con 11 denominaciones de origen (DO), otorgadas por la Dirección de Signos Distintivos (DSD) del Indecopi a ciertos productos que cuentan con una alta calidad y representan un emblema nacional dentro y fuera del país.
Según Indecopi, una denominación de origen:

Es aquella que emplea el nombre de una región o ámbito geográfico y que sirve para designar, distinguir y proteger un producto en función de sus especiales características derivadas, esencialmente, del medio geográfico en que se elabora, considerando factores naturales, climáticos y humanos.
Instituto Nacional de Defensa de la Competencia y de la Protección de la Propiedad Intelectual

La primera denominación de origen declarada en Perú fue el pisco en 1990, mientras que la última fue el Orégano de Tacna en 2024.

## Listado
| Imagen           | Producto                          | Fecha                    | Lugar |
| ---------------- | --------------------------------- | ------------------------ | --- |
|                  | DO Pisco del Perú                 | 12 de diciembre de 1990  | Costa de los departamentos de Lima, Ica, Arequipa, Moquegua y los Valles de Locumba, Sama y Caplina del departamento de Tacna. |
|                  | DO Maíz Blanco Gigante del Cusco  | 26 de septiembre de 2005 | Provincias de Calca y Urubamba (Cuzco)                                                                                         |
|                  | DO Cerámica de Chulucanas         | 26 de julio de 2006      | Distrito de Chulucanas (Piura)                                                                                                 |
|                  | DO Pallar de Ica                  | 23 de noviembre de 2007  | Provincias de Chincha, Pisco, Ica, Palpa y Nasca (Ica)                                                                         |
|                  | DO Café de Villa Rica             | 20 de agosto de 2010     | Distrito de Villa Rica (Pasco)                                                                                                 |
|                  | DO Loche de Lambayeque            | 3 de diciembre de 2010   | Provincias de Chiclayo, Lambayeque y Ferreñafe (Lambayeque)                                                                    |
|                  | DO Café de Machu Picchu-Huadquiña | 8 de marzo de 2011       | Caserío Huadquiña (distrito de Santa Teresa, Cuzco)                                                                            |
|                  | DO Maca Junín-Pasco               | 12 de abril de 2011      | Regiones Junín y Pasco |
|                  | DO Aceituna de Tacna              | 10 de diciembre de 2014  | Zonas de las irrigaciones de La Yarada, Sama e Ite (Tacna)                                                                     |
|                  | DO Cacao Amazonas Perú            | 29 de agosto de 2016     | Provincias de Utcubamba y Bagua (Amazonas)                                                                                     |
|                  | DO Orégano de Tacna               | 12 de enero de 2024      | Provincias de Tacna, Tarata, Candarave y Jorge Basadre (Tacna)                                                                 |
| Fuente: INDECOPI |                                   |                          | |